# فريتز برون
فريتز برون هو موزع وملحن وعازف بيانو سويسري، ولد في 18 أغسطس 1878 في لوسرن في سويسرا، وتوفي في 29 نوفمبر 1959 في Grosshöchstetten ‏ في سويسرا.

## وصلات خارجية
- فريتز برون على موقع مونزينجر (الألمانية)
- فريتز برون على موقع ميوزك برينز (الإنجليزية)
- فريتز برون على موقع أول ميوزيك (الإنجليزية)
- فريتز برون على موقع ديسكوغز (الإنجليزية)